# 佛都有火
《佛都有火》（英語：The Boxer from the Temple）是1980年上映的一部香港電影，由罗马指导，吴元俊等人出演，该作主要讲述的是一位僧人与少林寺的故事。

## 劇情簡介
在少林寺有一位僧人，性格疯癫，没有僧人的礼节，不过少林寺的方丈认为其有天分，于是便让他留在了少林寺，并教授其拳法，然而学会拳法的他缺经常出手伤人，于是方丈只能无奈的让其离开少林寺。
在这之后，他和一个带着儿子的寡妇一起生活，可是后来寡妇和其儿子都被当地恶霸杀死，随后等到他复了仇后，再次来到了少林寺……

## 演员
- 吴元俊
- 金天柱
- 彭润祥
- 锺荣
- 元德
- 井淼
- 关锋
- 林辉煌
- 张炳灿

## 備註
1. ↑  . 1992年.
2. ↑  . 2003年.
3. ↑  伍宏. . 2008年.
4. ↑  Ain-ling Wong. . 2003年.

## 相關連結
- 互联网电影数据库（IMDb）上《佛都有火》的资料（英文）
- 豆瓣电影上《佛都有火》的資料 （简体中文）
- 香港影庫上《佛都有火》的資料（繁體中文）
- 爛番茄上《佛都有火》的資料（英文）